# Викофф (Нью-Джерсі)
Викофф (англ. Wyckoff) — селище (англ. village) в США, в окрузі Берген штату Нью-Джерсі. Населення — 16 585 осіб (2020).

## Демографія
Згідно з переписом 2010 року, у селищі мешкало 16 696 осіб у 5646 домогосподарствах у складі 4640 родин. Було 5827 помешкань
Расовий склад населення:
| - 93,5 % — білих - 4,2 % — азіатів - 0,6 % — чорних або афроамериканців |

До двох чи більше рас належало 1,2 %. Частка іспаномовних становила 4,4 % від усіх жителів.
За віковим діапазоном населення розподілялося таким чином: 27,6 % — особи молодші 18 років, 55,8 % — особи у віці 18—64 років, 16,6 % — особи у віці 65 років та старші. Медіана віку мешканця становила 44,3 року. На 100 осіб жіночої статі у селищі припадало 92,2 чоловіків;  на 100 жінок у віці від 18 років та старших — 88,0 чоловіків також старших 18 років.
Середній дохід на одне домашнє господарство  становив 186 096 доларів США (медіана — 131 714), а середній дохід на одну сім'ю — 211 255 доларів (медіана — 161 417). Медіана доходів становила 116 744 долари для чоловіків та 75 042 долари для жінок. За межею бідності перебувало 2,9 % осіб, у тому числі 2,3 % дітей у віці до 18 років та 1,3 % осіб у віці 65 років та старших.
Цивільне працевлаштоване населення становило 7741 осіб. Основні галузі зайнятості: освіта, охорона здоров'я та соціальна допомога — 28,3 %, науковці, спеціалісти, менеджери — 14,8 %, фінанси, страхування та нерухомість — 11,7 %, виробництво — 10,3 %.